# 軍事演習

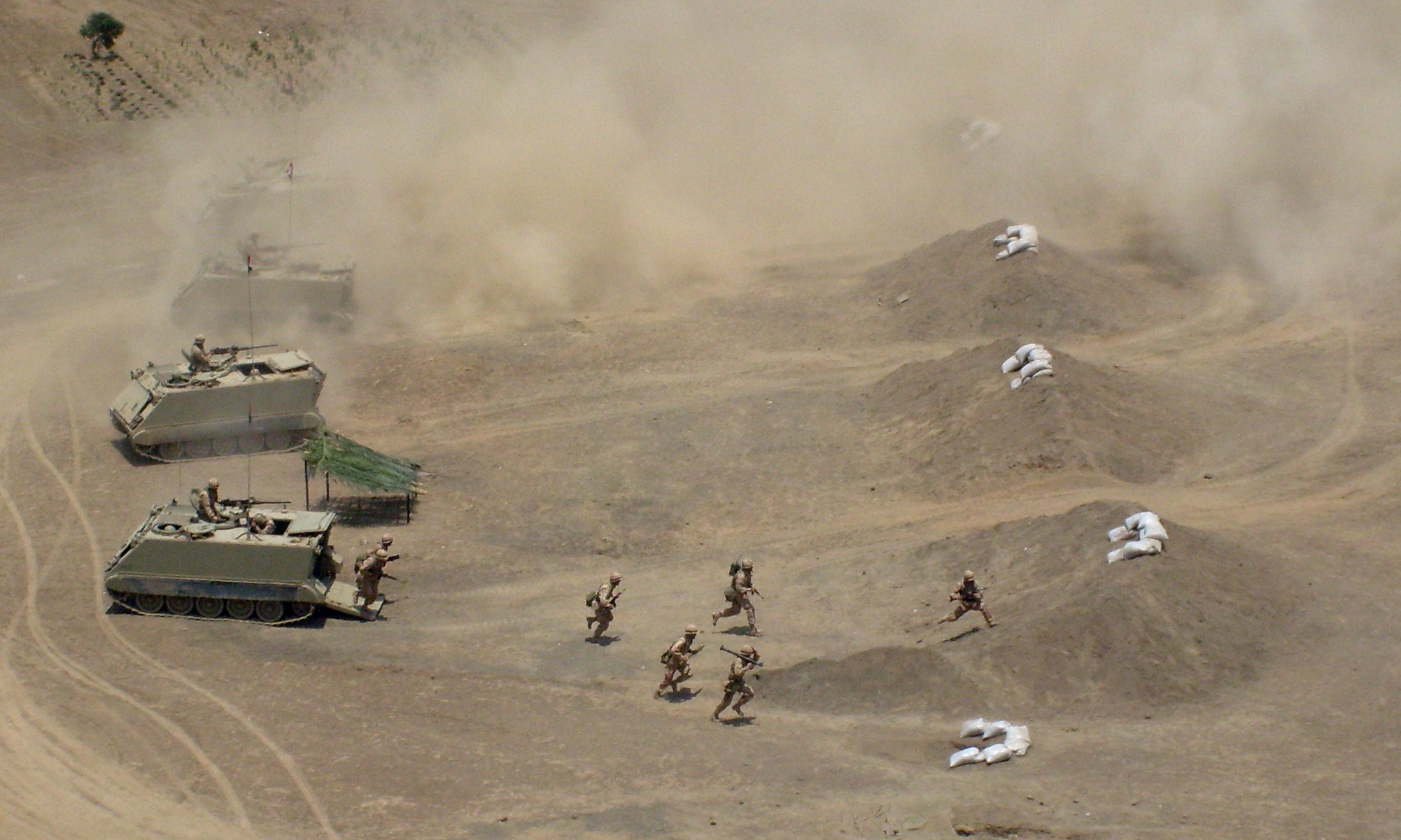
秘魯陸軍演習

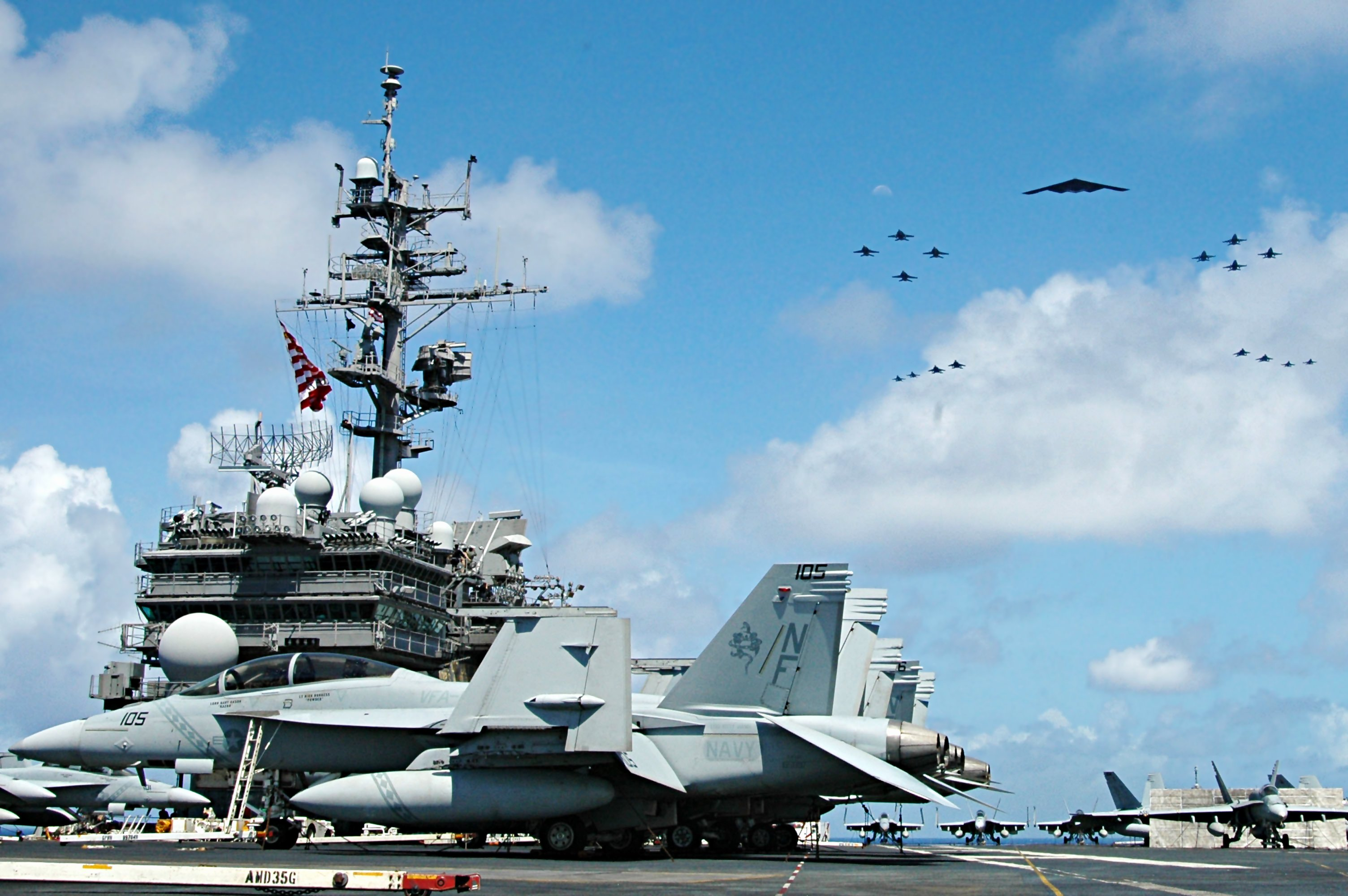
美国航空母舰小鹰号在2006年参加越战以来美国海军最大的一次軍事演習“勇敢之盾”

軍事演習，簡稱軍演，專指軍隊進行大規模的實兵演習。早期的軍事思想家，如孫臏、孫武、吳起等即強調軍事訓練，但軍事演習的意涵則強調真實性。但為了節省軍事開支，軍事演習在20世紀後期開始，大量採用電腦技術，以電腦兵棋取代實際用兵的狀況頗為常見。但大規模的實兵操演仍不可偏廢，如中國與俄羅斯聯合軍演，馬來西亞與美國的聯合軍演，中華民國的漢光演習，美國太平洋艦隊的演習，出動兵力往往都達到上萬人的規模。实兵军事演习除了可以用于军事训练，也可以用来威慑敌人或潜在对手。

## 軍語解釋
- 中國人民解放軍－《当代军官知识词典》：按照設想的作戰行動而進行的演練。它是部隊在學習軍事理論，完成技術、戰術基礎訓練之後，在近似實戰條件下實施的綜合性訓練。[1]
- 中華民國國軍－《國軍軍語辭典》：在假設戰鬥狀況下，對戰術、戰技、勤務支援等原則，予以運用與演練，目的在驗證作戰計畫與戰術原則之可行性。[2]

## 歷史
中華人民共和國歷史學者楊寬在其著作《古史新探》中稱，《周禮－夏官司馬》已有軍事演習形式的記載。楊文中認為，大司馬之職的文字敘述部分，楊稱為蒐田禮，即是藉由田獵來進行軍事演習。當時的目的是，藉由田獵來進行閱兵與軍事演習，可以同時訓練戰士；至春秋以後，其功能逐漸衰弱，轉變為一種儀式，以增加或鞏固君主的統治力量。
現代的軍事演習模擬系統，最早可追溯至腓特烈·威廉三世時期的普魯士王國。在此系統中，區分了紅藍二色作為敵我識別區分，且加入了士氣、氣象等變數，並將其使用在軍隊訓練中。

## 以類型區分
- 野戰演習（field exercise，美軍用語縮寫為FEX）：即劃定一特定區域，進行接近真實戰爭的對抗演習。通常會將部隊分為紅藍兩軍，一方主攻、一方主守，而不直接將部隊命名為某某軍，以避免指涉特定敵人。野戰演習的基本最小單位是連，並依照任務編組到營級的規模，有時會到團、旅級，但很少會將參演官兵的規模拉大到師級。
- 模擬演習（maneuver）：即不含實兵的對抗演習，指先假設某種特定狀況，在陸、海、空軍圖上模擬對抗，並進行兵棋的沙盤推演，如兵棋演習，近來因為科技發展，多為採用軍事電腦（英语：Military computers）進行推演。
- 高司演習（command post exercise，或譯司令部演習）：是在下達假設狀況後，驗證高級司令部層級以上的指揮單位間的通信聯絡與作為。
- 聯合演習（joint exercises）：一個國家內的不同軍種或不同國家間的軍隊一起進行的演習。其下又可再分為軍事互信演習，指兩個潛在敵對，或有區域利益衝突的國家間為了提高彼此互信所進行的演習；反恐演習則是即使彼此雖可能有利益衝突，但對於打擊恐怖主義有一致目標的軍事演習；準同盟演習的目標則是兩個國家都有一致的潛在敵人，如中俄的聯合軍演；同盟演習則是指彼此簽訂有軍事同盟國家間進行的演習，例如北约成员国间举行的演习。[7]

## 相關術語
- 計畫統裁演習（controlled exercise）：指對所有或部分參演單位設定若干規範的演習，其主要用意為使參演單位按照順序實施演習。
- 協同演習（coordinated exercise）：指一種規模較小的演習，但因為牽涉到兩軍種不同司令轄下的單位或部隊，所以必須預先協調以共同進行的作戰演習。
- 指導演習 （direct exercise）：由首長直接下達指示的演習。

## 另見
- 防空演習
- 試射
- 兵棋演習（Military simulation）
- 演習：假想各種可能狀況並反覆練習，如消防演習、救災演習、防搶演習、火警演習等。[8]
- 假想敵
- 閱兵